# Saurolophorkis cordanthemon
Saurolophorkis cordanthemon är en orkidéart som beskrevs av Marg. och Dariusz Lucjan Szlachetko. Saurolophorkis cordanthemon ingår i släktet Saurolophorkis och familjen orkidéer. Inga underarter finns listade i Catalogue of Life.